# Lương Xuân Nhị
Lương Xuân Nhị (10 tháng 4, 1914 – 25 tháng 5, 2006) là giáo sư, nhà giáo nhân dân và họa sĩ Việt Nam nổi tiếng với những bức chân dung thiếu nữ và phong cảnh, sinh hoạt mang vẻ đẹp bình dị, đằm thắm của tâm hồn Việt.

## Sơ lược tiểu sử
Họa sĩ Lương Xuân Nhị sinh ngày 10 tháng 4 năm 1914 tại Hà Nội.
Ông học cùng các họa sĩ Nguyễn Đỗ Cung, Lưu Văn Sìn, Hoàng Lập Ngôn ở Trường Mĩ thuật Đông Dương. Ông tốt nghiệp Cao đẳng Mỹ thuật Đông Dương, khoá 7 (1932-1937).

Thiếu nữ Nhật Bản, sơn dầu, 1942

Năm 1942, họa sĩ Lương Xuân Nhị đi Nhật, nhiều tác phẩm của ông về thiếu nữ và phong cảnh Nhật đã được đánh giá cao về màu sắc, bút pháp.
Từ năm 1955 tới năm 1981, ông là giảng viên ở Đại học Mỹ thuật Việt Nam. Tác phẩm của ông được trưng bày ở Bảo tàng Mỹ thuật Việt Nam, Bảo tàng ở Paris, New York, Tokyo và ở nhiều bộ sưu tập cá nhân trong và ngoài nước.
Họa sĩ Lương Xuân Nhị qua đời ngày 25 tháng 5 năm 2006 tại Hà Nội.

## Phong cách
Lương Xuân Nhị là một trong những họa sĩ đưa vẽ sơn dầu vào Việt Nam. Các tranh sơn dầu và lụa của ông đầy tinh thần Phương Đông. Ông nói:
"Ta (họa sĩ Việt Nam) học theo Âu châu, cách vẽ, cách diễn tả hình khối, ánh sáng, màu sắc theo hiện thực trước mắt đã ăn sâu vào mình khi được đào tạo (ở Trường Mỹ thuật Đông Dương)..Nghệ thuật phương Đông lại bỏ chi tiết, chỉ diễn tả hình sắc theo cách nhìn chủ quan của người họa sĩ. Nắm bắt thần thái của cảnh và người."
Họa sĩ Lương Xuân Nhị thích những phối sắc êm dịu phong phú của màu xanh ở chính trong thiên nhiên và đưa nó vào trong tranh Phong cảnh nông thôn, Đồi cọ.v.v.. nên đã có người gọi ông là họa sĩ của màu xanh. Việc ông rất thành công trong tranh thiếu nữ, chân dung thiếu phụ trẻ nên ông cũng được coi là họa sĩ của phái đẹp. Ông "không còn giữ được những bức đẹp nhất vẽ chân dung thiếu nữ. Ngay khi đang vẽ, đã có người này, nhóm nọ đến xem và đòi mua ngay sau khi tác phẩm đã hoàn thành." Vì người mua "mến chuộng nét đẹp trang nhã, hồn hậu và chuẩn mực của người phụ nữ Việt Nam" qua nét vẽ của ông.

## Tác phẩm
- Nghỉ chân bên bờ suối (lụa, 1936)
- Tranh Quán nước bên đường (lụa, 1937)
- Khóm tre bên cầu (sơn dầu, 1938).
- Gia đình thuyền chài (lụa, 1938).
- Cô gái với nón bài thơ (lụa, 1940).
- Đồi cọ (sơn dầu, 1957)

## Trích dẫn
Cuối đời, họa sĩ Lương Xuân Nhị tâm sự:
"Tôi tiếp nhận tất cả, nhưng vẫn tìm một cách vẽ riêng của mình: thanh nhã và dịu dàng, tả thực, mơ màng, tươi tắn ấn tượng, huyền ảo với cái đẹp thuần Việt."
- Sau hơn nửa thế kỷ thành công trong lao động nghệ thuật, ông rút ra:" Phải có sự nhất mực (nhất quán) của quan niệm, ý tưởng và cảm xúc trong sáng tạo nghệ thuật. Không bao giờ được phép lừa dối lòng mình. Tự dối mình là đã lừa dối và xúc phạm người khác. Đã là nghệ sĩ thì phải giữ thật bền sự tôn thiêng cho nghệ thuật."[2]

## Đánh giá
Một nhà phê bình mỹ thuật Pháp nhận xét:
"Vẻ đẹp phương Đông hiện lên lung linh trong tranh của họa sĩ Lương Xuân Nhị."
Họa sĩ Nguyễn Đỗ Cung nhận xét: "Những tác phẩm của họa sĩ Lương Xuân Nhị đứng đắn và xinh, nhẹ nhàng và rất dễ yêu."

## Giải thưởng
Ngay khi còn đang học ở Trường Cao đẳng Mỹ thuật Đông Dương, ông đã giành các giải Bạc (1935), Vàng (1936) và Ngoại hạng-Giải thưởng danh dự (1937) của Hội khuyến khích Mỹ thuật Mỹ nghệ Đông Dương tại Triển lãm của SADEAI.
Họa sĩ Lương Xuân Nhị tham gia triển lãm mỹ thuật ở Việt Nam và ở nước ngoài từ năm 1936.
Năm 1938, tác phẩm lụa Quán nước bên đường của ông được Viện bảo tàng World Headquarters New York sưu tầm.
Ghi nhận những đóng góp của ông, năm 1990 ông được Nhà nước phong tặng danh hiệu Nhà giáo Nhân dân, được trao Giải thưởng Nhà nước về Văn học nghệ thuật (2001) và có tên trong Từ điển Bách khoa Việt Nam.